# 17249 Еліотянґ
17249 Еліотянґ (17249 Eliotyoung) — астероїд головного поясу, відкритий 2 квітня 2000 року.
Тіссеранів параметр щодо Юпітера — 3,216.